# Linia kolejowa nr 402

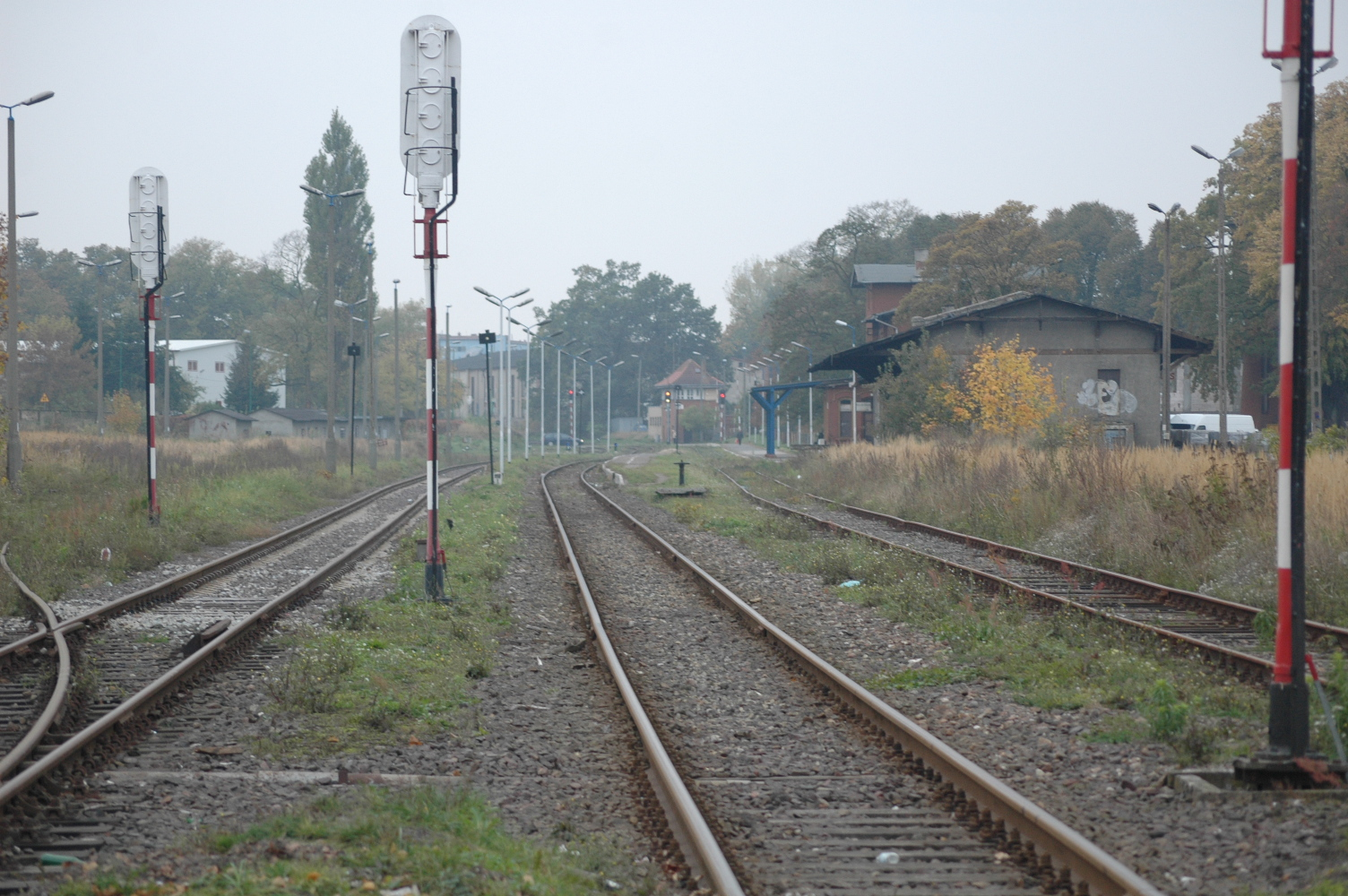
Linia kolejowa nr 402 w Nowogardzie. Widok w kierunku stacji.

Linia kolejowa nr 402 – jednotorowa, pierwszorzędna linia kolejowa (poza odcinkiem w km 67,655 – 133,784 znaczenia państwowego) w północno-zachodniej Polsce łącząca Koszalin z Goleniowem przez Kołobrzeg, Gryfice i Nowogard. W całości położona w województwie zachodniopomorskim i na obszarze PKP PLK Zakładu Linii Kolejowych w Szczecinie.
Linia zelektryfikowana na odcinku Koszalin-Kołobrzeg od 29 października 1988. Na całej długości czynna. Realizowane są na niej połączenia m.in. autobusem szynowym w kierunku zachodnim z Kołobrzegu do Szczecina oraz ekspresami, pociągami pospiesznymi i regio w kierunku Koszalina i Gdańska na wschodzie.

## Historia

### Do 1945 roku
Zanim zbudowano pierwszy odcinek torów na linii 402, w 1880 w Szczecinie powstała spółka Towarzystwo Dąbsko-Kołobrzeskiej Kolei Żelaznej (Altdamm-Colberger Eisenbahn-Gesellschaft) (ACE). Akcjonariuszami byli Królestwo Prus, prowincja Pomorze, powiaty Nowogard i Gryfice, miasta, przez które miała prowadzić linia, czyli Goleniów, Nowogard, Płoty, Gryfice, Trzebiatów i Kołobrzeg, a także osoby prywatne. Pierwszy odcinek z Dąbia do Płotów został otwarty w Nowy Rok 1882, lecz tylko dla pociągów towarowych. Miesiąc później linię przedłużono do Gryfic, a 1 kwietnia całą linię otwarto także dla pociągów pasażerskich. Pozostałą część linii do Kołobrzegu otwarto dokładnie 25 maja 1882. W 1887 odcinek z Dąbia do Goleniowa (dzisiaj część linii 401) został przejęty przez Pruską Kolej Wschodnią (Preußische Ostbahn), jednak już rok później nastąpiło upaństwowienie Ostbahnu i przejęcie przez Pruskie Koleje Państwowe (Preußische Staatseisenbahnen). Dopiero 18 maja 1899 powstało przedłużenie linii wzdłuż wybrzeża Morza Bałtyckiego do stolicy rejencji (okręgu), Koszalina. 1 kwietnia 1903, tak jak 15 lat wcześniej Ostbahn, spółka ACE została przejęta przez Pruskie Koleje Państwowe.
Na podstawie danych rozkładu jazdy Deutsches Kursbuch z 1944/45 (tab. 124e) na trasie z Goleniowa (Szczecina Głównego) do Kołobrzegu kursowały 4 pary pociągów, dodatkowo 2 pary między Goleniowem a Nowogardem oraz pospieszny relacji Berlin-Kołobrzeg przez Kamień Pomorski i Trzebiatów (i z powrotem). Między Kołobrzegiem a Koszalinem (tab. 124k) było 5½ pary oraz 1 para z Kołobrzegu do Ustronia Morskiego.
Nazwy miejscowości na linii przed 1945 r.:
| - Köslin → Koszalin - Güdenhagen → Mścice - Bast-Kasimirsburg → Kazimierz Pomorski - Alt Banzin → Będzino - Wolfshagen (Pommern) → Słowienkowo - Hohenfelde (Pommern) → Miłogoszcz - Timmenhagen → Tymień - Lassehne → Łasin Koszaliński - Henkenhagen (bei Kolberg) → Ustronie Morskie - Bodenhagen → Bagicz - Kolberg Stadtwald → Kołobrzeg Lasy Miejskie - Schülerbrink → Podczele - Kolberg → Kołobrzeg - Kolberg Siederland → Kołobrzeg Kostrzewno - Alt Werder → Korzystno - Altbork → Stary Borek | - Papenhagen → Głowaczewo - Langenhagen (Pommern) → Karcino - Hagenow (Pommern) → Bieczyno Pomorskie - Treptow (Rega) → Trzebiatów - Gummin → Gąbin - Görke (Kr. Greifenberg Pom.) → Górzyca Reska - Greifenberg (Pommern) → Gryfice - Batzwitz → Baszewice - Plathe → Płoty - Piepenburg → Wyszogóra - Groß Sabow → Żabowo - Naugard → Nowogard - Wismar (Pommern) → Wyszomierz - Schönhagen (Kr. Naugard) → Osina - Burow → Burowo - Speck → Mosty - Gollnow → Goleniów |

### Obecnie
10 grudnia 2009 roku Zarząd Województwa Zachodniopomorskiego w ramach Regionalnego programu operacyjnego przyznał dofinansowanie dla projektu pn. „Modernizacja regionalnej linii kolejowej 402 Goleniów – Kołobrzeg wraz z budową łącznicy do portu lotniczego Szczecin-Goleniów”. 16 marca 2010 roku PKP PLK dokonały wyboru najkorzystniejszej oferty na zaprojektowanie i wykonanie robót budowlanych na linii. W latach 2010–2013 zostały przeprowadzone prace modernizacyjne, które polegały na wymianie nawierzchni toru, robotach okołotorowych i odwodnieniowych, wymianie nawierzchni przejazdów, naprawie i modernizacji wybranych peronów i montażu wiat przystankowych, przebudowie urządzeń sterowania ruchem kolejowym, naprawie obiektów inżynieryjnych oraz budowie łączności teletechnicznej. Częścią inwestycji była budowa torów łączących linię nr 402 z lotniskiem w Goleniowie oraz budowa przystanku osobowego przed terminalem portu lotniczego. Dzięki temu Szczecin, Kołobrzeg i Koszalin (dzięki wykorzystaniu pociągów hybrydowych) uzyskały dogodne połączenie kolejowe z lotniskiem w Goleniowie. W rezultacie modernizacji prędkość została podniesiona do 120 km/h, skrócono czas podróży, zwiększono częstotliwość kursowania pociągów oraz poprawiono infrastrukturę obsługi podróżnych. Całkowity koszt prac wyniósł 67 159 261 zł. 29 maja 2013 roku odbył się inauguracyjny kurs ze Szczecina do przystanku Port Lotniczy Szczecin Goleniów, a 9 czerwca uruchomiono stałe połączenia.